# حوت العنبر الصغير
حوت العنبر الصغير (الاسم العلمي:†Physeterula) هو جنس منقرض من الحيتانيات يتبع فصيلة حيتان العنبر من رتبة مزدوجات الأصابع.